# Molophilus dorsolobatus
Molophilus dorsolobatus är en tvåvingeart som beskrevs av Günther Theischinger 1988. Molophilus dorsolobatus ingår i släktet Molophilus och familjen småharkrankar. Inga underarter finns listade i Catalogue of Life.